# Mallory Grace McCage
Mallory Grace „Molly“ McCage (* 2. Februar 1994 in Spring, Texas) ist eine US-amerikanische Volleyballnationalspielerin.

## Karriere
McCage begann ihre Karriere an der Klein Collins High School in Spring. Mit der U18-Nationalmannschaft der Vereinigten Staaten wurde sie 2010 NORCECA-Meisterin. 2011 führte sie das Team als Kapitänin bei der U18-Weltmeisterschaft. 2012 begann sie ihr Studium an der University of Texas at Austin und spielte in der Universitätsmannschaft. Zur Saison 2016/17 wechselte die Mittelblockerin zum deutschen Bundesligisten 1. VC Wiesbaden. Mit Wiesbaden erreichte sie das Playoff-Halbfinale. Mit der A-Nationalmannschaft nahm sie am World Grand Prix 2017 teil und gewann den Pan American Cup. Anschließend wechselte sie innerhalb der Bundesliga zu Allianz MTV Stuttgart. Hier wurde sie 2018 deutsche Vizemeisterin und gewann mit der Nationalmannschaft erneut den Pan American Cup. 2019 gewann McCage mit Stuttgart die deutsche Meisterschaft und beendete danach ihre Karriere.